# Charlestown Township (Pennsylvanie)
Pour les articles homonymes, voir Charlestown Township.
Charlestown Township est un township du comté de Chester, aux États-Unis,. En 2010, il comptait une population de 5 671 habitants.

## Démographie
Lors du recensement de 2010, le township comptait une population de 5 671 habitants. Elle est également estimée, en 2016, à 5 745 habitants.

### Source de la traduction
- (en) Cet article est partiellement ou en totalité issu de l’article de Wikipédia en anglais intitulé « Charlestown Township, Chester County, Pennsylvania » (voir la liste des auteurs).